# Liste der Baudenkmäler in Buchbrunn
Auf dieser Seite sind die Baudenkmäler in der unterfränkischen Gemeinde Buchbrunn zusammengestellt. Diese Tabelle ist eine Teilliste der Liste der Baudenkmäler in Bayern. Grundlage ist die Bayerische Denkmalliste, die auf Basis des Bayerischen Denkmalschutzgesetzes vom 1. Oktober 1973 erstmals erstellt wurde und seither durch das Bayerische Landesamt für Denkmalpflege geführt wird. Die folgenden Angaben ersetzen nicht die rechtsverbindliche Auskunft der Denkmalschutzbehörde.
 Diese Liste gibt den Fortschreibungsstand vom 15. April 2020 wieder und enthält 10 Baudenkmäler.

## Baudenkmäler
| Lage                           | Objekt                                     | Beschreibung | Akten-Nr.              | Bild           |
| ------------------------------ | ------------------------------------------ | --- | ---------------------- | -------------- |
| Hauptstraße 1 (Standort)       | Katholische Filialkirche Mariä Himmelfahrt | Kapellenbau mit Dachreiter, um 1700; mit Ausstattung | D-6-75-114-1 Wikidata  | weitere Bilder |
| Hauptstraße 9 (Standort)       | Wohnhaus                                   | Ehemaliges Wohn- und Geschäftshaus der Weinbau- und Weinhandels-Firma Joh. Wilh. Meuschel sen., langgestreckter, zweigeschossiger Satteldachbau, Bruchsteinmauerwerk, Fassade verputzt, mit großem Weinkeller, historistisch, bezeichnet „1860“ | D-6-75-114-2 Wikidata  | weitere Bilder |
| Hauptstraße 11 (Standort)      | Hoftorpfosten                              | Mit Adleraufsätzen, 19. Jahrhundert, nach Platzumgestaltung 2004 versetzt | D-6-75-114-2 Wikidata  | weitere Bilder |
| Hauptstraße 15 (Standort)      | Evangelisch-lutherische Pfarrkirche        | Chorturm im Kern 13. Jahrhundert, Turmerhöhung und Langhaus um 1600; mit Ausstattung | D-6-75-114-4 Wikidata  | weitere Bilder |
| Hauptstraße 17 (Standort)      | Pfarrhaus                                  | Zweigeschossiger Halbwalmdachbau, um 1800 | D-6-75-114-5 Wikidata  | weitere Bilder |
| Kirchgasse 19 (Standort)       | Hoftorpfosten                              | 19. Jahrhundert | D-6-75-114-6 Wikidata  | weitere Bilder |
| Kirchgasse 23 (Standort)       | Hoftor                                     | 19. Jahrhundert | D-6-75-114-7 Wikidata  | weitere Bilder |
| Kitzinger Straße 10 (Standort) | Bauernhof: Wohnhaus                        | Zweigeschossiger Satteldachbau aus Bruchsteinmauerwerk, mit Mittelrisalit und Fassadengliederung, zweite Hälfte 19. Jahrhundert | D-6-75-114-8 Wikidata  | weitere Bilder |
| Kitzinger Straße 10 (Standort) | Bauernhof: Scheune                         | | D-6-75-114-8 Wikidata  | weitere Bilder |
| Kitzinger Straße 10 (Standort) | Bauernhof: Nebengebäude                    | | D-6-75-114-8 Wikidata  | BW             |
| Kitzinger Straße 13 (Standort) | Bauernhof: Wohnhaus                        | Zweigeschossiger traufständiger Satteldachbau mit ornamentierter Fassade, zweite Hälfte 19. Jahrhundert | D-6-75-114-9 Wikidata  | weitere Bilder |
| Nähe Hauptstraße (Standort)    | Friedhof                                   | Ummauerte Anlage, Portal bezeichnet „1611“ | D-6-75-114-11 Wikidata | weitere Bilder |
| Nähe Hauptstraße (Standort)    | Friedhof                                   | Kanzel bezeichnet „1612“ | D-6-75-114-11 Wikidata | weitere Bilder |
| Nähe Hauptstraße (Standort)    | Friedhof: Kapelle                          | bezeichnet „1895“ | D-6-75-114-11 Wikidata | weitere Bilder |
| Nähe Hauptstraße (Standort)    | Friedhof: Epitaph                          | Ädikula mit Inschrift und Relief des Gekreuzigten und Stiftern, Sandstein bezeichnet „1615“ | D-6-75-114-11 Wikidata | weitere Bilder |
| Nähe Hauptstraße (Standort)    | Friedhof: Grabmal                          | für die Familie des Winzers und Weinhändlers Johann Wilhelm Meuschel (1788–1858), dreiteilige Sandsteinstele mit rundbogigem Mittelfeld, Akanthusvoluten und Kreuzesbekrönung in neugotischen Formen mit Gusseiseneinfriedung, um 1855          | D-6-75-114-11 Wikidata | weitere Bilder |
| Neuer Weg 5 (Standort)         | Bauernhaus                                 | Zweigeschossiger Walmdachbau mit profilierten Fensterrahmungen, im Kern 1626 | D-6-75-114-10 Wikidata | weitere Bilder |
| Neuer Weg 5 (Standort)         | Inschrift                                  | von 1779, am Wirtschaftsgebäude | D-6-75-114-10 Wikidata | BW             |